# Tomas Johansson (barnskådespelare)
Tomas Johansson, född 4 april 1951 i Uppsala, är en svensk före detta barnskådespelare som spelade Lasse i Alla vi barn i Bullerbyn.
Tomas Johansson medverkade inte i fler filmer utan tog så småningom examen som teknologie doktor och blev professor i materialteknik.

## Filmografi
- 1960 – Alla vi barn i Bullerbyn
- 1961 – Bara roligt i Bullerbyn